# Томашевичи
Томашевичи (бел. Тамашэ́вічы) — деревня в Узденском районе Минской области Беларуси. В составе Озерского сельсовета.

## География
Ближайшие населённые пункты Боханы, Нитиевские и др.

## История
В 1909 году застенок в Игуменском уезде Дудичской волости Минской губернии.

## Население

### Численность
- 2019 год — 5 жителей

### Динамика
- 1909 год — 61 житель, 9 дворов, застенок[2]
- 2009 год — 7 жителей (перепись населения)[2]
- 2019 год — 5 жителей (перепись населения)

## Улицы
- Центральная

## Известные лица
- Иван Иванович Наркевич (род. 1946) — белорусский специалист в области физики.